# Raymond Lopez
Raymond Anthony Lopez (sinh ngày 26 tháng 5 năm 1978) là một chính khách người Mỹ, phục vụ tại alderman và Dân chủ của Phường 15 ở Chicago, Illinois. Là thành viên của Đảng Dân chủ, Lopez lần đầu tiên được bầu làm Dân chủ của Phường 15 vào năm 2012, trở thành người Mỹ gốc Mexico đồng tính công khai đầu tiên được bầu tại Illinois.  Vào ngày 7 tháng 4 năm 2015, Lopez đã được bầu là cựu sinh viên của Phường 15. Khu vực thứ 15 bao gồm West Englewood, Brighton Park, Back of the Yards và các khu phố Gage Park.

## Tuổi thơ và giáo dục
Sinh ra ở Chicago, Lopez tốt nghiệp trường trung học Công giáo St. Laurence. Lopez lần đầu tiên được giới thiệu với chính trị vào năm 18 tuổi khi anh trở thành một đội trưởng khu vực thuộc tổ chức William Lipinski của Phường 23 ở phía Tây Nam Chicago.